# Пуганов, Виктор Павлович
Виктор Павлович Пуганов (10 февраля (27 января) 1901, Астрахань, Российская империя — 24 июня 1941, дер. Буховичи, Брестская область, БССР, СССР) — советский военачальник. Генерал-майор (1940).

## Образование
Окончил Астраханскую пулеметную школу (1919), Высшую школу военной маскировки в Москве (1922), Военную академию имени М. В. Фрунзе (1928).

## Биография
Родился в семье рабочих.
Работал кочегаром на речном пароходе.
Член ВКП(б) с 1919 года.

### Служба
С июня 1919 года — красноармеец 1-го Астраханского саперного батальона рабочих 11-й армии Кавказского фронта.
С июля по октябрь 1919 года — курсант Астраханской пулеметной школы Кавказского фронта.
С октября 1919 года — командир пулеметного взвода 302-го стрелкового полка, 306-го стрелкового полка 34-й стрелковой дивизии 11-й армии.
С июля 1920 года — командир учебно-пулеметного взвода дивизионной школы 34-й стрелковой дивизии. Принимал участие в боях под Астраханью, Царицыном и Чёрным Яром (октябрь 1919 — январь 1920), в Доно-Манычской, Тихорецкой и Кубано-Новороссийской операциях, в боях в районе Туапсе — Сочи (январь — май 1920). В августе, будучи командиром бронемашины, участвовал в боях с «армией возрождения России» на Кубани.
С октября 1922 года — на лечении в 1-м командирском госпитале Москвы.
С мая 1923 года — командир взвода отдельной учебной военно-маскировочной роты.
С июля 1924 года — заведующий классом батальонной школы 11-го Приморского стрелкового корпуса.
С ноября 1924 года — командир взвода саперного батальона 19-го стрелкового корпуса в Сибирском военном округе.
С декабря 1924 года — заведующий классом батальонной школы 19-го стрелкового корпуса.
С 1 июля 1928 года — начальник штаба 89-го Чонгарского стрелкового полка в Украинском военном округе.
С декабря 1929 года — преподаватель Ленинградских бронетанковых курсов РККА имени А. С. Бубнова.
С 1 апреля 1931 года — помощник начальника учебного отдела Ленинградских бронетанковых курсов РККА имени А. С. Бубнова.
С 5 декабря 1931 года — старший командир-руководитель Ленинградских бронетанковых курсов РККА имени А. С. Бубнова. 
С июня 1934 года — начальник штаба отдельного учебного танкового полка в Украинском военном округе.
С марта 1936 года — начальник 1-й (оперативной) части штаба 5-й танковой бригады.
С июня 1936 года — помощник начальника 1-го отделения 1-го отдела Автобронетанкового управления РККА. 
С сентября 1937 года — помощник начальника 1-го отдела Автобронетанкового управления РККА.
С июля 1938 года — заместитель начальника Автобронетанкового управления РККА. С июля 1940 года — по совместительству редактор «Автобронетанкового журнала».
C августа 1940 года — начальник Управления боевой подготовки Главного автобронетанкового управления РККА.
С марта 1941 года — командир 22-й танковой дивизии 14-го механизированного корпуса.
24 июня в ходе боя за Именинский аэродром погиб в танке. Похоронен в городе Кобрин.

## Награды
- Орден Красного Знамени (1938).
- Орден Отечественной войны I степени (1965, посмертно).
- Медаль «XX лет РККА» (1938).